# Калабас

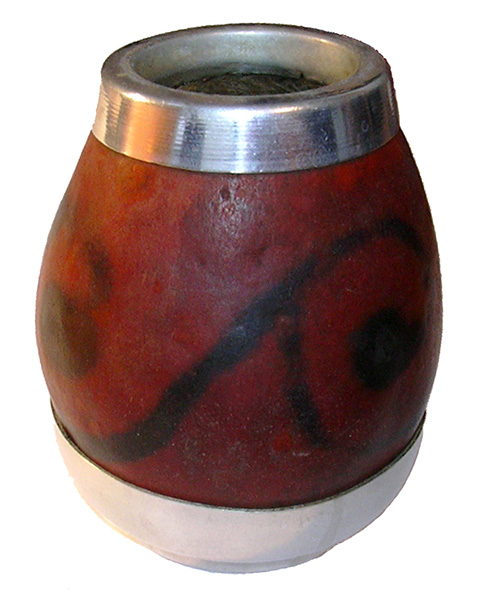
Калебас

Калабас, також калабаса, калебас, мате, поронго (ісп. calabaza) — загальна назва посудин для пиття гарячого настою листя падуба парагвайського, відомішого як мате (єрба мате). Індіанці виготовляли посудини з тикви або плодів горлянкового дерева. Іспанці, що познайомилися з напоєм, почали виготовляти калебаси також з інших матеріалів, таких як деревина палисандри, дуба, квебрахо, а також порцеляна, кераміка, срібло та деяких інших.
Калабас зазвичай прикрашений випаленим або нарізним візерунком. П'ють мате зазвичай за допомогою спеціально металевої бомбільї або тростинки (з очерету або бамбука).

## Назви

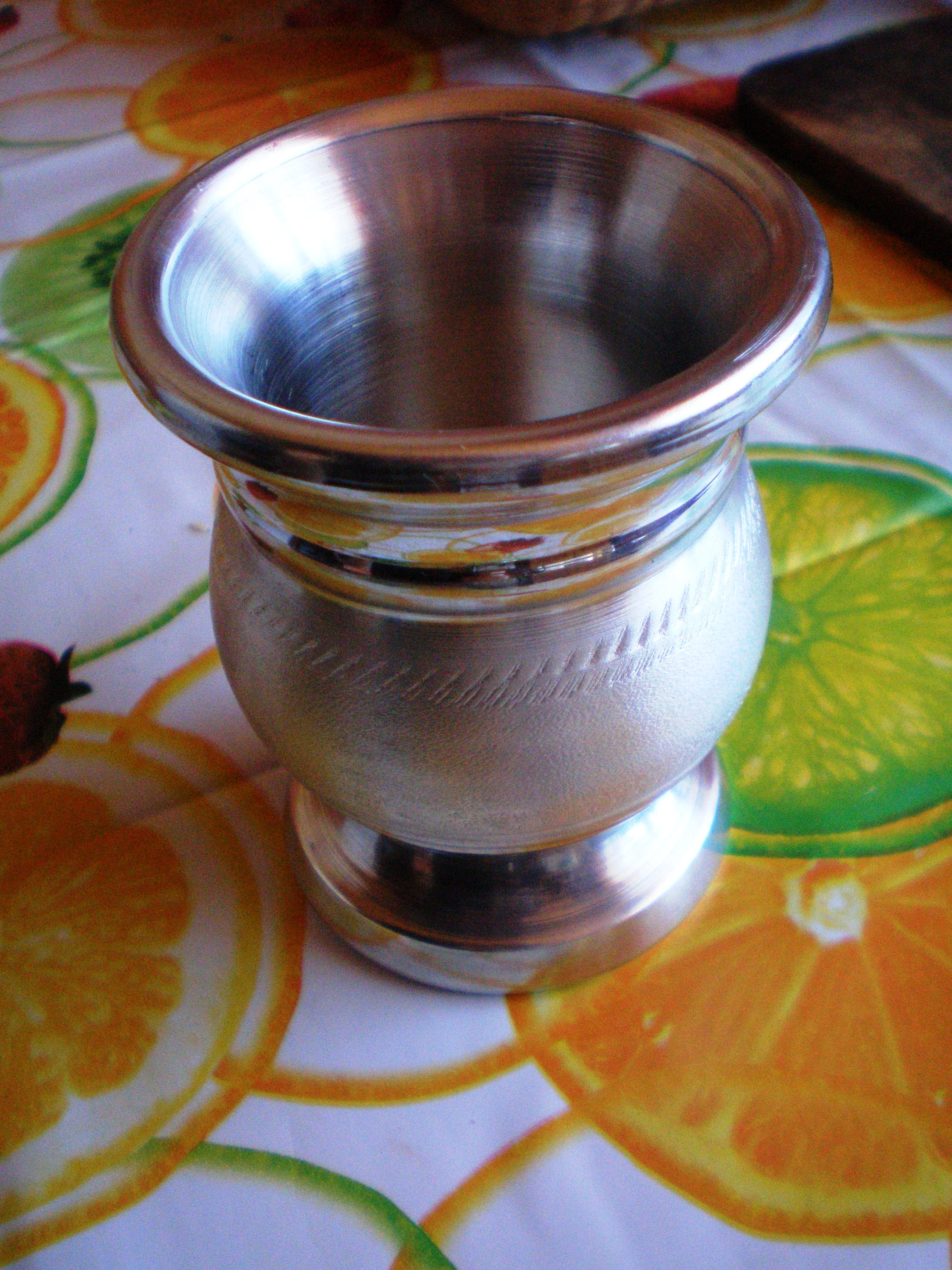
Дерев'яний калабас, обтягнутий алюмінієм

У різних країнах ця посудина має різні назви. На батьківщині напою мате — Південній Америці, посудина, з якої його п'ють, має назву «мáте». Що цікаво, на мові кечуа слово «маті» (matí) означає посудину, зроблену з тикви. Вірогідніше за все, іспанці взяли це слово, щоб позначити не тільки посудину, але і сам напій. Індіанці гуарані називали використовувану для заварювання мате посудину Каальгуа (Kaalgua), як складене слово від Kaa — трава, Ль — вода, і Гуа — ємність для рідини.

## Виготовлення калабаса з тикви
Оригінальним і найрозповсюдженішим є калабас, зроблений з тикви. Для виготовлення калабасу спеціально вирощені тикви сортують за розміром: із тиков більшого розміру роблять симарони для спільного пиття гіркого мате в чоловічій компанії, з менших роблять традиційні посудини з вузькою шийкою для індивідуального пиття або вдвох.
Майбутня посудина має пройти спеціальну обробку і сушку для видалення залишків м'якоті і масла, які надали б напою гіркий присмак. На фабриках при масовому виробництві тикву піддають обпаленню. Потім калабас прикрашають візерунками, випалюючи їх чи вирізаючи. Горловину посудини найчастіше оббивають сріблом або альпакóю. Більшим попитом користуються мате, зашиті у грубу шкіру. Прошиті защипи шкіряної сорочки створюють щось на кшталт ніжок, які надають посудині стійкості. В іншому випадку, якщо денце самої посудини не плоске, до нього можна підібрати підставку, для виготовлення якої використовують срібло, альпакá, або залізо.

## Догляд за калабасом
Калабас після кожного використання потрібно прочистити і добре висушити. При нормальному використанні, тобто, щоденному, багаторазовому, ніякого догляду калебас з тикви не потребує, псуватися він починає, коли його по декілька днів поспіль залишають з мокрою травою. Час від часу проводиться процес обпалення за допомогою спеціального пристосування з металевим циліндриком на кінці. Циліндрик сильно нагрівають на вогні і припалюють ним стінки посудини з внутрішньої сторони, куди іноді засипають небагато цукру.

## «Оживлення» тиквяної посудини
Після довгого зберігання тиквяну посудину необхідно «оживити». Для цього він засипається на 1/2 — 2/3 травою мате, заливається гарячою водою і настоюється близько доби (або з коньяком — дві доби). Потім настій виливається. Калебас знову готовий до вживання. Ця процедура проводиться для того, щоб пори тикви, з котрої зроблено посудину, закрилися і просочилися солями, що містяться у траві мате. При зберіганні рекомендується засипати декілька грамів сухої трави в мате.